# 超感受性
分子生物学において、超感受性とは、刺激の変化に対する、ミカエリス・メンテン式の双曲型の応答より感度の高い応答を指す。
超感受性の定量的な指標として、ヒルの式:
{\textstyle {\ce {Response}}={Stimulus^{n} \over ({\ce {EC50}}^{n}+Stimulus^{n})}}
における、ヒル係数 {\textstyle n}が近似的に用いられることが多い。